# Sacco di Vieste
Il Sacco di Vieste fu condotto dal corsaro ottomano Dragut e avvenne il 15 luglio del 1554. Questo saccheggio provocò la cattura della fortezza, un massacro e la riduzione in schiavitù di migliaia di persone.
Il 15 luglio dell'anno 1554 Dragut sbarcò a Vieste con 60 o 70 galee. Al suo arrivo gli abitanti di Vieste si rifugiarono tra una cattedrale e un castello che avevano barricato. Gli italiani negoziarono la resa e consegnarono oro e argento sperando che bastassero a salvare Vieste.
Aprirono le porte il 24 luglio e i turchi entrarono e iniziarono a saccheggiare la città. Razziarono chiese e case e massacrarono donne, bambini e anziani. L'arciprete di Vieste e la sua famiglia furono fatti prigionieri e riscattati.
Dai 5 000 ai 7 000 abitanti furono ridotti in schiavitù e Dragut ordinò la decapitazione di tutti coloro che non fosse in grado di portare via in schiavitù, con la conseguente decapitazione di 5 000 persone. Una fonte sostiene che l'intera popolazione di Vieste sia stata decapitata e questo evento è stato descritto come un massacro. Un altro raid avvenne a Napoli nello stesso anno dove gli algerini presero 7 000 schiavi.